# Jochen Missfeldt

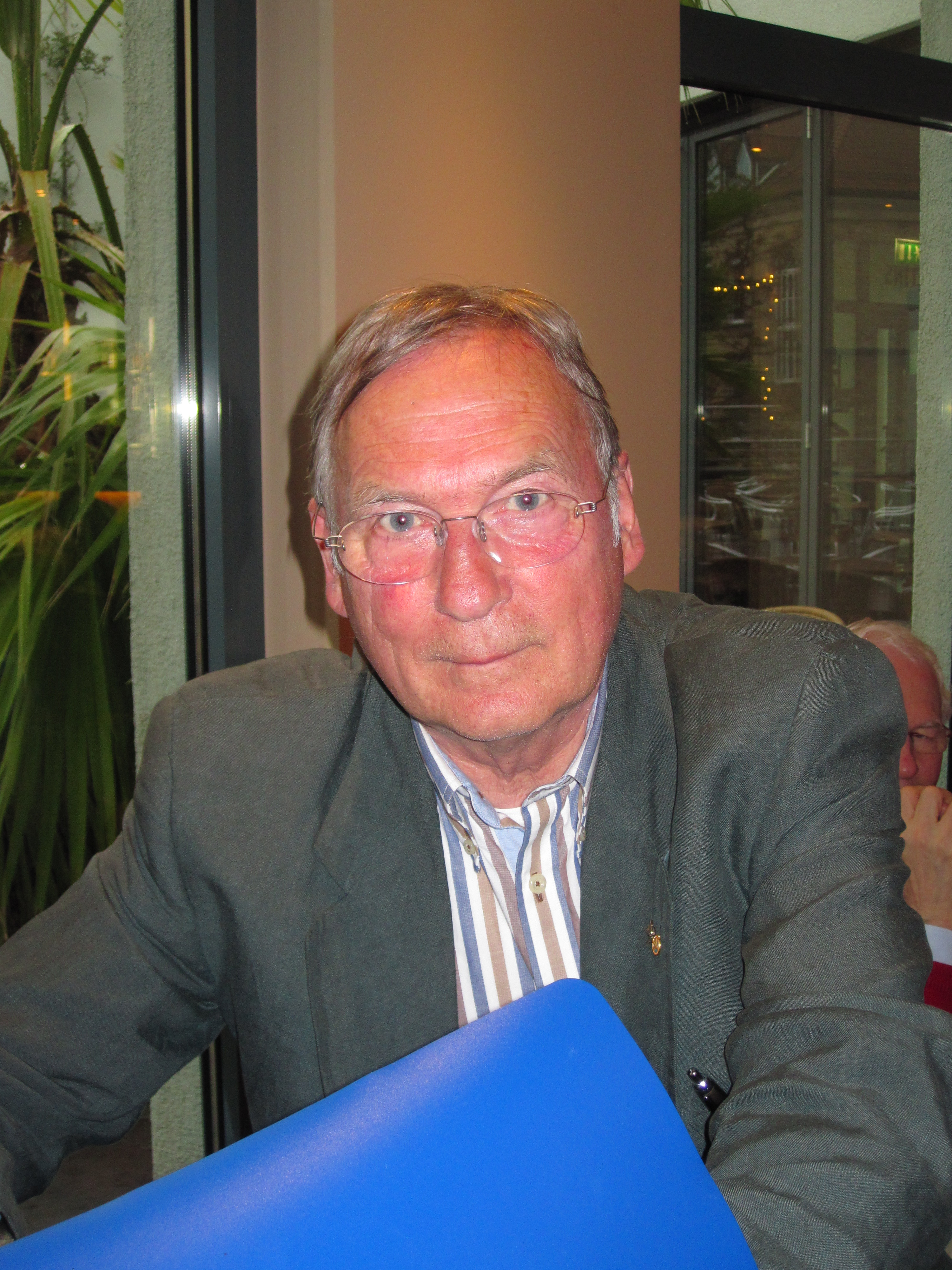
Missfeldt bei einer Lesung in Osnabrück im November 2012

Jochen Missfeldt (* 26. Januar 1941 in Satrup, Kreis Schleswig-Flensburg) ist ein deutscher Schriftsteller und Journalist. Sein Werk umfasst Gedichte, Erzählungen, Romane und eine Biographie Theodor Storms. Er schrieb Beiträge für verschiedene deutsche Tageszeitungen und drehte für den NDR den Fernsehfilm Überflug.

## Leben
Nach dem Abitur ging Jochen Missfeldt 1961 zur Bundeswehr und wurde in Uetersen (Schleswig-Holstein) und Phoenix (USA) zum Piloten ausgebildet. Bis 1982 diente er bei der Luftwaffe, die längste Zeit als Pilot, zunächst auf der Lockheed F-104, dem „Starfighter“, später auf der McDonnell F-4, der „Phantom“. Zuletzt war er Oberstleutnant und Staffelkapitän im Aufklärungsgeschwader 52 in Leck. Im Alter von 41 Jahren wurde er, wie bei Piloten von Strahlflugzeugen zu dieser Zeit üblich, in den Ruhestand verabschiedet. Nach seiner Pensionierung studierte er Musikwissenschaft, Philosophie und Volkskunde in München und Kiel. Seit 1985 ist er freier Autor und Mitarbeiter verschiedener Zeitungen. 1998/99 war er Stipendiat im Künstlerhof Schreyahn, 1999/2000 im Internationalen Künstlerhaus Villa Concordia in Bamberg, 2009 für zwei Monate Ehrengast in der Deutschen Akademie Rom Villa Massimo. Er ist Mitglied des PEN-Zentrums Deutschland.

## Werk
In seinen literarischen Arbeiten schöpft Missfeldt immer wieder aus seinen Erlebnissen und Erfahrungen als Pilot der Luftwaffe. Noch während seiner Bundeswehrzeit veröffentlichte er einen Gedichtband mit dem bei einem Offizier unerwarteten Titel Gesammelte Ängste (1975).
Es folgten 1977 der Fernsehfilm Überflug und nach einem weiteren Gedichtband zwei Erzählungssammlungen aus dem Fliegermilieu, Zwischen Oben zwischen  Unten und Capo Frasca und andere Fliegergeschichten.
Den endgültigen Durchbruch erlangte er mit seinem Roman Solsbüll, einer Familiengeschichte über drei Generationen mit stark autobiographischen Zügen. Die Handlung spielt in einem fiktiven Ort im Norden Schleswig-Holsteins. In diesem Buch ist bereits alles zu finden, was seine späteren Werke kennzeichnet: die Verknüpfung von (schleswig-holsteinischer) Landschaft und (deutscher) Geschichte, von poetischen Naturbeschreibungen und grotesk-parodiehaften Szenen, von genau und nüchtern beobachteter Alltagsrealität und surrealen Traumsequenzen, von knapper, distanzierter Sprache vermischt mit umgangssprachlichen Wendungen und lyrischen Einschüben. Der Ort Solsbüll und Gustav Hasse, Missfeldts Alter Ego, tauchen wieder auf in dem komplexen Roman Gespiegelter Himmel, für den er 2002 den Wilhelm-Raabe-Preis erhielt.
Auch in seinem Roman Steilküste trägt der Ich-Erzähler autobiographische Züge, wieder tauchen Elemente der Landschaft und der Geschichte aus Solsbüll und Gespiegelter Himmel auf.
Neben seinem erzählerischen Werk schreibt Missfeldt Reportagen, vor allem zu fliegerischen Themen. Ein Teil davon ist in dem Band Kommt Zeit, kommt Raum (2012) zusammengefasst. Auch in diesen Texten geht es Missfeldt nicht um die bloße Wiedergabe von Fakten und Abläufen, sondern im Mittelpunkt stehen immer der Mensch, der mit ihnen umgeht, und sein Erleben. Auch hier verknüpft der Autor eine knappe, präzise Techniksprache mit ebenso knappen und zugleich poetischen Naturbeschreibungen.
Missfeldts Affinität zur Musik zeigen seine „Opernspiele“, die unter dem Titel Deckname Orpheus Beiträge für die Programmhefte der Bayerischen Staatsoper versammeln.
2013 erschien seine umfassende Storm-Biographie, die von der Kritik positiv aufgenommen wurde.
In Zusammenarbeit mit den Malern Klaus Fußmann und Friedel Anderson erschienen die Bände Schleiland (2012) und Wiedergänger. Eine andere Geschichte von Sylt (2015). Im ersteren verknüpft Missfeldt in drei Essays Geschichte, Kulturgeschichte und Landschaft der Schlei-Region mit ganz persönlichen Erinnerungen und phantastischen Einsprengseln. Wiedergänger erzählt die Geschichte des Gregor, einer Art Mentor des Ich-Erzählers, die auf vielfältige Weise mit der Zeitgeschichte und der Geschichte der Insel verwoben wird.
2017 brachte der Rowohlt Verlag zwei Romane Missfeldts heraus: eine überarbeitete Ausgabe von Solsbüll und Sturm und Stille. Nach seiner umfassenden Storm-Biographie schreibt Missfeldt darin eine weitgehend fiktive Autobiographie von Storms zweiter Ehefrau Dorothea.

## Auszeichnungen
- 1980      Friedrich-Hebbel-Preis
- 1990      Stipendium des Landes Rheinland-Pfalz, Künstlerhaus Edenkoben
- 1998      Stipendium des Landes Niedersachsen, Künstlerhof Schreyahn
- 1999/2000 Stipendium des Landes Bayern, Internationales Künstlerhaus Villa Concordia, Bamberg
- 2002      Wilhelm-Raabe-Literaturpreis für den Roman Gespiegelter Himmel
- 2002      Hugo-Junkers-Preis
- 2006      Kunstpreis des Landes Schleswig-Holstein
- 2009      Ehrengast der Villa Massimo, Rom
- 2010      Theodor-Storm-Preis der Stadt Husum
- 2014      Italo-Svevo-Preis

## Werke
- Gesammelte Ängste. Gedichte. Hohwacht-Verlag, Bonn 1975, ISBN 3-87353-022-8.
- Mein Vater war Schneevogt. Gedichte. Langewiesche-Brandt, Ebenhausen 1979. ISBN 3-7846-0108-1
- Zwischen oben, zwischen unten. Erzählung in elf Heften. Langewiesche-Brandt, Ebenhausen 1982, ISBN 3-7846-0517-6.
- Capo Frasca und andere Fliegergeschichten. Langewiesche-Brandt, Ebenhausen 1984. ISBN 3-7846-0124-3
- Solsbüll. Langewiesche-Brandt, Roman, Ebenhausen 1989, ISBN 3-7846-0140-5.
- Der Rapskönig. Parabelverlag, Kinderbuch, Wiesbaden und Zürich 1990.
- Supermarkt. Randlage, Erzählung, Plön 1990.
- Capo Frasca und andere Erzählungen, Taschenbuch Rowohlt, Reinbek bei Hamburg 1990. ISBN 3-499-12676-1.
- Hans und Grete. Libretto für ein Sing-Sprechspiel frei nach Engelbert Humperdinck, sehr frei nach Adelheid Wette. Bayerische Staatsoper, Labor. Regie Cornel Franz. Uraufführung am 16. Dezember 1993.
- Zwölf neue Gedichte. Langewiesche-Brandt, Ebenhausen 1996, ISBN 3-7846-0164-2.
- Deckname Orpheus. Erzählungen. Langewiesche-Brandt, Ebenhausen 1997, ISBN 3-7846-0166-9.
- Solsbüll als Fortsetzungsroman im Wiesbadener Kurier ab Dezember 1998.
- Seid gut zum Unkraut. Verlag Fränkischer Tag, Bamberg 2000, ISBN 3-928648-76-4.
- Gespiegelter Himmel: Titanvogeltage. Alexander Fest Verlag, Berlin 2001, ISBN 3-8286-0147-2.
- Der Rapskönig mit Bildern von Hans-Ruprecht Leiß. pictus verlag, Halebüll-Schobüll 2005, ISBN 3-927212-52-0.
- Steilküste. Roman. Rowohlt, Reinbek 2005, ISBN 3-498-04493-1.
- Zwischen oben und Capo Frasca. Erzählungen. Langewiesche-Brandt, Ebenhausen 2004, ISBN 3-7846-0553-2.
- Gespiegelter Himmel, Roman. Taschenbuch, Rowohlt, Reinbek bei Hamburg 2004, ISBN 3-499-23696-6.
- Der Traum vom richtigen Leben. Erzählung mit Originalradierungen von Wolfgang Werkmeister, Bibliophile Ausgabe im Schuber, Eichthal 2006.
- Steilküste, Roman. Taschenbuch. Rowohlt. Reinbek bei Hamburg  2006, ISBN 3-499-24241-9.
- Mein Meeresgrund. Gedichte. Langewiesche-Brandt, Ebenhausen 2010, ISBN 978-3-7846-0564-7.
- Strömungen. Prosa. Ein Fliegertagebuch. Bibliophile Ausgabe. Verlag „The Project“, Groß Quern 2011.
- Schleiland. Drei Essays von Jochen Missfeldt, ergänzt mit 51 Skizzen (Aquarellen, Pastellen und Zeichnungen) aus der Schleiregion von Klaus Fußmann. Edition Eichthal, Eckernförde 2012, ISBN 978-3-9811115-8-3.
- Kommt Zeit, kommt Raum. 23 Essays und Fliegergeschichten. Herausgegeben von Kurt Braatz. NeunundzwanzigSechs Verlag, 85360 Moosburg 2012, ISBN 978-3-9811615-9-5.
- Du graue Stadt am Meer. Der Dichter Theodor Storm in seinem Jahrhundert. Biographie, Carl Hanser Verlag, München 2013, ISBN 978-3-446-24141-1.
- Zur Chronik von Grieshuus Novelle von Theodor Storm, Herausgegeben und mit einem Nachwort versehen von Jochen Missfeldt, C.H. Beck, München 2013, ISBN 978-3-406-64707-9.
- Klaar Kimming. Eine fotografische Reise  durch Norddeutschland in den frühen Jahren des 20. Jahrhunderts. Bildband mit zahlreichen schwarz weiß Fotografien des Hamburger Wanderfotografen Max Broders. Herausgegeben von Jochen Missfeldt. Emons Verlag, Köln 2014, ISBN 978-3-95451-402-1.
- Du graue Stadt am Meer. Der Dichter Theodor Storm in seinem Jahrhundert. Biographie, Taschenbuch, Reclam-Verlag, Stuttgart 2014, ISBN 978-3-15-020368-2.
- Von einem, der ausflog … Ein modernes Märchen. Carl Hanser Verlag. Hanser Box. ePUB-Format, München 2014, ISBN 978-3-446-24816-8.
- Wiedergänger. Eine andere Geschichte von Sylt. Erzählung von Jochen Missfeldt mit 29 Inselbildern von Friedel Anderson. Edition Eichthal, Eckernförde 2015, ISBN 978-3-9817066-1-1.
- Theodor Storm in Husum. Menschen und Orte. In Zusammenarbeit mit Christian Demandt. Edition A. B. Fischer Verlag, Berlin Juni 2016, ISBN 978-3-937434-68-1.
- Solsbüll. Roman. Mit einem Nachwort von Kristof Wachinger. Überarbeitete Neuausgabe. Rowohlt, Reinbek 2017, ISBN 978-3-498-04539-5.
- Sturm und Stille. Roman. Rowohlt, Reinbek 2017, ISBN 978-3-498-04529-6.
- Solsbüll. Roman. Taschenbuch. Rowohlt, Reinbek 2019, ISBN 978-3-499-27332-2.
- Sturm und Stille. Roman. Taschenbuch. Rowohlt, Reinbek 2019, ISBN 978-3-499-24253-3.

## Fernsehfilm
- Überflug. NDR, 1977.[7]

Im Film Überflug wurde ein typischer Flug mit einer Phantom RF-4E von Luftwaffenstützpunkt des Aufklärungsgeschwader 52 in Leck  zum Luftwaffenstützpunkt des Aufklärungsgeschwaders 51 in Bremgarten dokumentiert. Die Strecke wurde in rund 50 Minuten zurückgelegt. Das Besondere am Dokumentationsstil waren die vielen Geschichten am Boden. Alle Erzählstränge hatten gemeinsam, dass irgendwann die Phantomaufklärer aus dieser Formation (meist) im Tiefflug darüberflogen und in Sekunden wieder aus deren Leben verschwanden. Es wurde immer wieder zwischen den Sichtweisen des Piloten und der Menschen am Boden umgeschaltet.